# Савельев, Евграф Петрович
Евгра́ф Петро́вич Саве́льев (22 декабря 1860, станица Константиновская — 22 февраля 1930, Новочеркасск) — историк, специалист по донскому казачеству, народный учитель, поэт, журналист.

## Биография
Родился в 1860 году в станице Константиновской (Бабской), донской казак, из дворян Войска Донского. Родители — Пётр Герасимович и Доменика Андреевна Савельевы, потомственные казаки. дед — Герасим Прокофьевич Савельев (1793—1861). Казак Константиновской станицы, награждён Серебряной медалью в память царствования Имп. Александра ІІІ и Серебряной медалью в память Св. Коронования Их Императорских Величеств в 1896 г.
Образование получил в Константиновском приходском училище и в 1-м Донском окружном училище (1872—1874). Затем учился в Новочеркасской учительской семинарии (1874—1879).
С 1880 по 1894 служил коллежским регистратором в 2-м и 1-м Донских округах. С 25 апреля 1894 г. Губернским Секретарем. С 29 августа 1895 г. Коллежским Секретарем с 4 января 1898 г. Титулярным Советником с 11 августа 1900 г. коллежский асессор, делопроизводитель Областного Правления Войска Донского; награждён Серебряной медалью в память царствования Императора Александра III; Серебряной медалью в память Св. Коронования Их Императорских Величеств в 1896 г.; орденом Святой Анны 3 ст. — 6 мая 1907 г. Надворный Советник, делопроизводитель Войска Донского, отставка по болезни без наград с 16 марта 1911 г. приказом от 6 ноября 1911 г. в чине надворного советника.

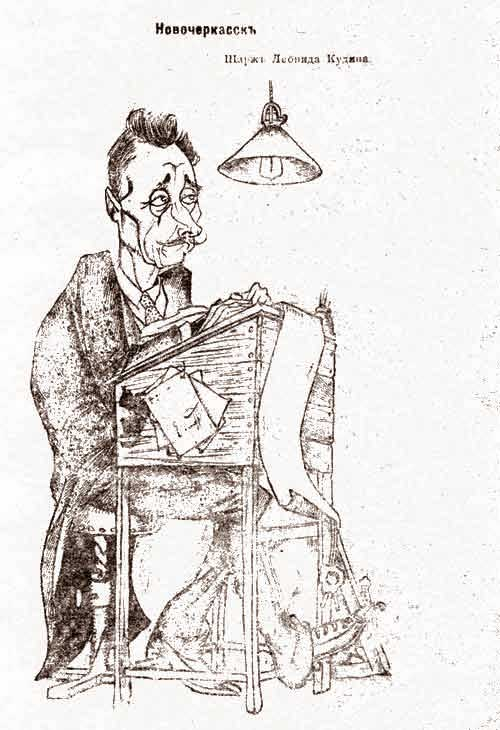
Дружеский шарж на Евграфа Савельева худ. Л. Кудина. (журнал «Донская волна»1919 г. № 29) (прислано Валентиной Граф, библиографом и краеведом г. Константиновска). Краснушкин, Вениамин Алексеевич сделал подпись к рисунку: «Евграф Савельев — донской историк, видевший даже на Адаме брюки с лампасами.»

В конце 1911 года Евграф Петрович Савельев был призван к ответственности по делу донских литераторов и в 1912 году осуждён в связи с изданием второго выпуска «Донского литературного сборника».
С 10 июля 1913 г. по 10 января 1913 года состоял председателем главного правления Донского общества взаимопомощи служащих, а с 21 ноября 1914 года был избран членом правления Третьего Новочеркасского общества взаимного кредита, в каковой должности состоял до 1918 года. В мае 1917 года выбран в Войсковое правительство старшиной от 1-го Донского округа. Дальнейшая его судьба неизвестна, кроме того, что он умер в 1930 году, а в том же году вышли три его брошюры по археологии Дона.

## Семья
Был женат на поэтессе Антонине Ивановне Косовой (15 февраля 1862—1920), дочери хорунжего Ивана Евгеньевича Косова. Их дети:
- Александр (1882—1949), полковник инженерных войск, георгиевский кавалер, участник Белого движения.
- Василий (30 января 1888—1953)
- Валентина (22 октября 1897 — 12 октября 1977)
- Елена (р. около 1902—1903)
- Юлия (16 июня 1907 — 1 сентября 1992)[1][2]

## Награды
- Орден Святой Анны 3-й степени (1907)
- Серебряная медаль «В память царствования императора Александра III»
- Серебряная медаль «В память Св. Коронования Их Императорских Величеств» (1896)

## Работы
Представления Савельева об истории характеризуются В. Шнирельманом как «донаучные». Из его отдельно изданных трудов наиболее известны:
Монографии
- «Кто был Ермак и его сподвижники». Новочеркасск, 1904 г.
- «Очерки по истории торговли на Дону. Общество донских торговых казаков. 1804—1904 гг.». Новочеркасск 1904 г.
- «Атаман Платов и основание г. Новочеркасска (в 1805 г.)» Новочеркасск, 1906 г.
- «Типы Донских казаков и особенности их говора». Новочеркасск, 1908 г.
- «Войсковой круг на Дону. Исторический очерк», Новочеркасск, издания в 1908 г. 1914 и 1917 г.
- «Донской литературный сборник» — выпуск I. Новочеркасск, 1909 г.
- «Казак. Сборник стихотворений.» Новочеркасск, 1909 г.
- «Донской литературный сборник» — выпуск II. Новочеркасск, 1910 г.
- «Степан Разин и народные песни о нём. Исторический очерк» Новочеркасск, 1910 г.
- «Древняя история казачества. Историческое исследование. В VI выпусках.» Новочеркасск, 1913—1918 гг.
- «Племенной и общественный состав казачества. Исторические наброски». Новочеркасск, 1913 г.
- «Исторический очерк о жизни и деятельности Донского общества сельского хозяйства за 25 лет: 18 января 1889 г. — 18 января 1914 г.». Новочеркасск, 1914 г.
- «Степан Разин. Историческая драма». Новочеркасск, 1917 г.
- «Булавин и Некрасов. Историческая драма». Новочеркасск, 1917 г.
- «Человек. Драма-феерия». Новочеркасск, 1917 г. (сохранилась только последняя часть — «Гибель Чернобога»
- «Крестьянский вопрос на Дону в связи с казачьим. Историческо-статистический очерк.» Новочеркасск, 1917 г.
- «Курганы и шляхи р. Маныч». Новочеркасск, 1930 г.
- «Городища дельты Дона». Новочеркасск, 1930 г.
- «Городища нижнего Дона». Новочеркасск, 1930 г.

Едва ли можно встретить в Европе народ, который бы не знал своей истории, а Донские казаки, в большинстве, как это ни странно, истории своей не знают...
Статьи
- Как нужно писать историю вообще, а Донского казачества в частности // «Донские Областные Ведомости», 1908, № 219, с. 3-4
- К истории казачества (Как нужно писать историю) // «Донские Областные Ведомости», 1911, № 65 и 66, с. 3
- Ермак и завоевательное движение казаков // «Донские Областные Ведомости», 1913, № 279, с. 3-4